# Pygoplites diacanthus
Cá chim xanh nắp mang tròn (danh pháp hai phần: Pygoplites diacanthus) là loài cá biển duy nhất thuộc chi Pygoplites trong họ Cá bướm gai. Loài này được mô tả lần đầu tiên vào năm 1772.

## Từ nguyên
Từ định danh của chi được ghép bởi hai từ trong tiếng Hy Lạp cổ đại: pyge (πυγή, "phía sau") và [h]oplites (ὁπλίτης, "có vũ khí"), hàm ý có lẽ đề cập đến ngạnh trên nắp mang, cũng là đặc điểm chung của tất cả các loài cá bướm gai.
Từ định danh của loài cũng được ghép bởi hai từ trong tiếng Hy Lạp: di (δίς, "hai") và acanthus (ἄκανθα, "gai, ngạnh"), hàm ý đề cập đến hai ngạnh sắc ở mỗi bên nắp mang. Tác giả Boddaert nhận xét: "Tôi chưa bao giờ thấy một con cá nào có ngạnh sắc như vậy".

## Phạm vi phân bố và môi trường sống
P. diacanthus có phạm vi phân bố rộng khắp khu vực Ấn Độ Dương - Thái Bình Dương. Từ Biển Đỏ và vùng biển phía nam bán đảo Ả Rập, loài này được ghi nhận dọc theo bờ biển Đông Phi trải dài đến Nam Phi, bao gồm Madagascar và các đảo quốc trong Ấn Độ Dương, cũng như dọc theo bờ biển Ấn Độ; từ Myanmar, loài này xuất hiện trên khắp vùng biển các nước Đông Nam Á, mở rộng về phía đông đến hầu hết các quần đảo, đảo quốc thuộc châu Đại Dương (trừ quần đảo Hawaii, xa nhất là đến Tuamotu); giới hạn phía nam đến bờ biển phía đông của Úc; ngược lên phía bắc đến quần đảo Ogasawara và quần đảo Ryukyu (Nhật Bản).
P. diacanthus sống trên các rạn san hô viền bờ, từ vùng biển ven bờ đến ngoài khơi xa, và cả rạn san hô trong các đầm phá ở độ sâu đến ít nhất là 80 m.

## Mô tả
P. diacanthus có chiều dài cơ thể tối đa được biết đến là 25 cm. Cơ thể đặc trưng bởi các dải sọc màu trắng xanh lam viền đen và màu cam xen kẽ nhau. Đầu có các vệt màu xanh ánh kim và một vùng màu tối sẫm xung quanh mắt. Ngạnh trên nắp mang có màu xanh sáng. Vây lưng nhọn ở sau (bo tròn ở cá con và cá đang lớn), có màu xanh thẫm (hoặc đen) lốm đốm các chấm màu xang sáng. Vây hậu môn có các dải màu cam và xanh xen kẽ tương tự như ở trên thân. Vây đuôi, vây bụng và vây ngực màu vàng tươi; vây ngực trong suốt. Cá con có ít sọc ở thân hơn cá trưởng thành, và có thêm một đốm tròn lớn ở phía sau vây lưng.
Quần thể P. diacanthus ở hai đại dương có sự khác biệt về mặt hình thái: P. diacanthus Ấn Độ Dương (AĐD) có màu vàng ở đầu và ngực, trong khi P. diacanthus Thái Bình Dương (TBD) lại có ngực xám, và màu vàng cũng ít hơn ở đầu. Đảo Giáng Sinh (Úc) là nơi mà kiểu hình của cả hai đại dương đều được nhìn thấy. P. diacanthus AĐD và TBD được cho là cũng đã lai tạp với nhau tại khu vực này.
Số gai vây lưng: 13–14; Số tia vây ở vây lưng: 17–22; Số gai vây hậu môn: 3; Số tia vây ở vây hậu môn: 17–19.

## Sinh thái học
Thức ăn phổ biến của P. diacanthus là hải miên (bọt biển) và các loài thuộc phân ngành Sống đuôi. Chúng có thể sống đơn độc, bắt cặp với nhau hoặc hợp thành đàn. Cá con rất nhát, thường ẩn mình trong các hang hốc.

## Thương mại
P. diacanthus thường được thu thập và xuất khẩu trong ngành buôn bán cá cảnh. Chúng là một loài khó sống trong điều kiện nuôi nhốt, thường chết trong vòng 6 tháng.